# Мацуї Кійотака
Мацуї Кійотака (яп. 松井 清隆, нар. 4 січня 1961, Осака —) — японський футболіст, що грав на позиції воротаря.

## Клубна кар'єра
Грав за команду NKK, Сімідзу С-Палс.

## Виступи за збірну
Дебютував 1984 року в офіційних матчах у складі національної збірної Японії. У формі головної команди країни зіграв 15 матчів.

## Статистика
Статистика виступів у національній збірній.
| Збірна Японії | Збірна Японії | Збірна Японії |
| Роки          | Ігри          | голи          |
| ------------- | ------------- | ------------- |
| 1984          | 2             | 0             |
| 1985          | 8             | 0             |
| 1986          | 2             | 0             |
| 1987          | 1             | 0             |
| 1988          | 2             | 0             |
| Усього        | 15            | 0             |